# 蔭客制
蔭客制，包含蔭親屬及蔭客。占田制中即規定官吏可以按照品級的高低蔭庇親屬、客戶，多者可以至九族，少者可以蔭三世，此為蔭親屬制。宗室、國賓、先賢後人及士人的子孫待遇相同。官吏還可以蔭庇食客及佃客，此為蔭客制。食客部分，六品以上可以蔭庇三人，七、八品二人，九品及御前護衛可蔭一人。至於佃客，一二品可蔭庇五十戶，三品十戶，四品七戶，五品五戶，六品三戶，七品二戶，八、九品一戶。
雖然蔭客制限制蔭客的數量，但是各大族完全沒有遵守限額。西晉建立不久，世族大戶就擁有超額的奴客量。如王戎「性好興吏，廣收八方田園，水碓周遍天下；積實聚錢，不知紀極」。石崇水碓三十餘區，蒼頭八百餘人；刁協、孫逵有田萬頃，奴婢數千人；謝混一門兩封，田業十餘處，僮僕千人。皆超過限制數量。
由於官吏自身及被蔭庇者皆不需向國家賦稅，朝廷收入減少。最後由一般編戶齊民負擔賦稅，這使得本身負擔不輕的農民紛紛投靠在大地主名下。久之世族掌握了經濟特權，與朝廷分庭抗禮，最後朝廷採取檢括戶籍的方式壓抑世族蔭客數。這個現象一直持續到南北朝。